# 1. Fußball-Club Nürnberg Verein für Leibesübungen 1968-1969
Questa voce raccoglie le informazioni riguardanti il 1. Fußball-Club Nürnberg Verein für Leibesübungen nelle competizioni ufficiali della stagione 1968-1969.

## Stagione
Nella stagione 1968-1969 il Norimberga, allenato da Max Merkel, Robert Körner e Kuno Klötzer, concluse il campionato di Bundesliga al 17º posto. In Coppa di Germania il Norimberga fu eliminato in semifinale dal Bayern Monaco. In Coppa dei Campioni il Norimberga fu eliminato al primo turno dall'Ajax.

## Rosa
| N. |                      | Ruolo | Calciatore        |
| -- | -------------------- | ----- | ----------------- |
|    | Germania (bandiera)  | P     | Walter Pradt      |
|    | Germania (bandiera)  | P     | Jürgen Rynio      |
|    | Germania (bandiera)  | P     | Roland Wabra      |
|    | Germania (bandiera)  | D     | Peter Czernotzky  |
|    | Danimarca (bandiera) | D     | Johnny Hansen     |
|    | Germania (bandiera)  | D     | Horst Leupold     |
|    | Germania (bandiera)  | D     | Ludwig Müller     |
|    | Germania (bandiera)  | D     | Fritz Popp        |
|    | Germania (bandiera)  | D     | Ewald Schäffner   |
|    | Germania (bandiera)  | D     | Ferdinand Wenauer |
|    | Germania (bandiera)  | C     | Erich Beer        |
|    | Germania (bandiera)  | C     | Theo Homann       |

| N. |                     | Ruolo | Calciatore       |
| -- | ------------------- | ----- | ---------------- |
|    | Germania (bandiera) | C     | Hans Küppers     |
|    | Germania (bandiera) | C     | Hans Rigotti     |
|    | Germania (bandiera) | C     | Amand Theis      |
|    | Germania (bandiera) | C     | Klaus Zaczyk     |
|    | Germania (bandiera) | C     | Franz Zimmert    |
|    | Serbia (bandiera)   | A     | Zvezdan Čebinac  |
|    | Germania (bandiera) | A     | Hans Jürgen Lehr |
|    | Germania (bandiera) | A     | Heinz Müller     |
|    | Germania (bandiera) | A     | Dieter Nüssing   |
|    | Germania (bandiera) | A     | Heinz Strehl     |
|    | Germania (bandiera) | A     | Georg Volkert    |

## Organigramma societario
Area tecnica
- Allenatore: Kuno Klötzer
- Allenatore in seconda:
- Preparatore dei portieri:
- Preparatori atletici:

## Calciomercato

### Sessione estiva
| Acquisti | Acquisti         | Acquisti             | Acquisti |
| R.       | Nome             | da                   | Modalità |
| -------- | ---------------- | -------------------- | -------- |
| C        | Erich Beer       | Greuther Fürth       |          |
| D        | Peter Czernotzky | Borussia Neunkirchen |          |
| D        | Johnny Hansen    | Vejle                |          |
| C        | Hans Küppers     | Monaco 1860          |          |
| A        | Hans Jürgen Lehr | FV Speyer            |          |
| C        | Hans Rigotti     | Bayern Monaco        |          |
| P        | Jürgen Rynio     | Karlsruhe            |          |
| C        | Klaus Zaczyk     | Karlsruhe            |          |

| Cessioni | Cessioni           | Cessioni         | Cessioni |
| R.       | Nome               | a                | Modalità |
| -------- | ------------------ | ---------------- | -------- |
| D        | Horst Blankenburg  | Wiener SC        |          |
| A        | Claus-Jürgen Braun | Grenchen         |          |
| A        | Franz Brungs       | Hertha Berlino   |          |
| A        | Manfred Ebenhöh    | Greuther Fürth   |          |
| C        | Karl-Heinz Ferschl | Hertha Berlino   |          |
| D        | Helmut Hilpert     | Waldhof Mannheim |          |
| A        | Hubert Schöll      | Amburgo          |          |
| A        | August Starek      | Bayern Monaco    |          |
| P        | Gyula Tóth         | Jahn Ratisbona   |          |
| A        | Wulf-Ingo Usbeck   | Blau-Weiß Berlin |          |

## Risultati

### Bundesliga

#### Girone di andata
| Arbitro: | Redelfs |

|                   |           |                                          |
| Walter 63’ (aut.) | Marcatori | 20’ Hermandung 22’, 48’, 55’ Klostermann |

| Arbitro: | Eschweiler |

|                         |           |             |
| Schönberger 5’ Koch 82’ | Marcatori | 75’ Küppers |

| Arbitro: | Fritz |

|                                                   |           |  |
| Zaczyk 52’ Čebinac 56’ (rig.) Strehl 86’ Beer 90’ | Marcatori |  |

| Arbitro: | Hennig |

|                          |           |                     |
| Bandura 38’ Bohnsack 65’ | Marcatori | 5’ Beer 23’ Nüssing |

| Arbitro: | Regely |

|             |           |  |
| Čebinac 24’ | Marcatori |  |

| Arbitro: | Schulenburg |

|                       |           |  |
| Fischer 8’ Zeiser 60’ | Marcatori |  |

| Norimberga 21 settembre 1968, ore 15:30 CET 7ª giornata | Norimberga | 0 – 0 referto | Amburgo | Städtisches Stadion (12 000 spett.)\| Arbitro: \| Weyland \| |
| Arbitro:                                                | Weyland    |               |         |                                                              |

| Arbitro: | Schulz |

|                                     |           |             |
| Hasil 44’, 69’, 82’ Pohlschmidt 54’ | Marcatori | 48’ Volkert |

| Arbitro: | Malka |

|                                   |           |  |
| Volkert 1’ Zaczyk 18’ Küppers 33’ | Marcatori |  |

| Arbitro: | Schäfer |

|                                      |           |  |
| Bechtold 65’, 89’ (rig.) Huberts 84’ | Marcatori |  |

| Arbitro: | Schulenburg |

|            |           |            |
| Küppers 7’ | Marcatori | 71’ Pavlić |

| Arbitro: | Weyland |

|  |           |                        |
|  | Marcatori | 33’ Strehl 77’ Küppers |

| Arbitro: | Krumnack |

|            |           |          |
| Müller 29’ | Marcatori | 48’ Haug |

| Arbitro: | Siepe |

|                             |           |  |
| Müller 45’, 60’, 82’ (rig.) | Marcatori |  |

| Arbitro: | Bonacker |

|            |           |           |
| Müller 10’ | Marcatori | 39’ Görts |

| Arbitro: | Horstmann |

|                            |           |             |
| Held 30’, 86’ Emmerich 38’ | Marcatori | 52’ Küppers |

| Arbitro: | Deuschel |

|  |           |             |
|  | Marcatori | 77’ Overath |

#### Girone di ritorno
| Arbitro: | Ott |

|                                                          |           |                        |
| Claessen 47’ Walter 65’ Hansen 69’ (aut.) Hermandung 75’ | Marcatori | 12’ Müller 83’ Nüssing |

| Arbitro: | Herden |

|                        |           |                      |
| Zaczyk 21’ Čebinac 43’ | Marcatori | 4’ Siber 26’ Schmitt |

| Arbitro: | Ohmsen |

|                   |           |             |
| Netzer 46’ (rig.) | Marcatori | 13’ Volkert |

| Arbitro: | Spinnler |

|                   |           |                          |
| Müller 38’ (rig.) | Marcatori | 44’ Heynckes 81’ Kettler |

| Arbitro: | Redelfs |

|               |           |            |
| Hasebrink 37’ | Marcatori | 58’ Müller |

| Arbitro: | Malka |

|                                   |           |  |
| Küppers 13’, 57’ Kroth 86’ (aut.) | Marcatori |  |

| Arbitro: | Hilker |

|                                      |           |                 |
| Hönig 66’ Schöll 68’ Seeler 74’, 84’ | Marcatori | 55’, 90’ Strehl |

| Arbitro: | Horstmann |

|            |           |            |
| Müller 26’ | Marcatori | 31’ Becher |

| Arbitro: | Schulenburg |

|                               |           |  |
| Rynio 57’ (aut.) Krafczyk 65’ | Marcatori |  |

| Arbitro: | Biwersi |

|                 |           |  |
| Wirth 1’ (aut.) | Marcatori |  |

| Arbitro: | Schäfer |

|               |           |  |
| Heidemann 85’ | Marcatori |  |

| Arbitro: | Köhler |

|                  |           |  |
| Nüssing 34’, 71’ | Marcatori |  |

| Arbitro: | Hillebrand |

|                    |           |                              |
| Handschuh 24’, 87’ | Marcatori | 25’ Nüssing 26’, 38’ Volkert |

| Arbitro: | Seiler |

|                  |           |  |
| Volkert 22’, 28’ | Marcatori |  |

| Arbitro: | Fritz |

|                                       |           |                                    |
| Rupp 6’ Höttges 14’ Müller 51’ (aut.) | Marcatori | 13’, 65’ Küppers 63’ (rig.) Strehl |

| Arbitro: | Geng |

|                              |           |                            |
| Küppers 2’ Müller 65’ (rig.) | Marcatori | 22’ Emmerich 59’ Neuberger |

| Arbitro: | Horstmann |

|                                 |           |  |
| Overath 51’ Rühl 77’ Hornig 84’ | Marcatori |  |

### Coppa di Germania
| Arbitro: | Malka |

|            |           |                                   |
| Riemann 5’ | Marcatori | 64’ Hansen 71’ Müller 85’ Nüssing |

| Amburgo 4 aprile 1969, ore CET Ottavi di finale | SC Sperber | 0 – 0 (d.t.s.) referto | Norimberga | Stadion Am Heubergredder (4 500 spett.)\| Arbitro: \| Regely \| |
| Arbitro:                                        | Regely     |                        |            |                                                                 |

| Arbitro: | Fritz |

|                                                          |           |  |
| Müller 3’, 37’ Zaczyk 17’, 82’ Nüssing 34’ Lehr 67’, 68’ | Marcatori |  |

| Arbitro: | Spinnler |

|             |           |  |
| Čebinac 85’ | Marcatori |  |

| Arbitro: | Malka |

|                 |           |  |
| Müller 63’, 79’ | Marcatori |  |

### Coppa dei Campioni
| Arbitro: | Droz |

|            |           |             |
| Volkert 6’ | Marcatori | 80’ Cruijff |

| Arbitro: | Adair |

|                                             |           |  |
| Swart 22’, 52’ Groot 85’ (rig.) Cruijff 90’ | Marcatori |  |

## Statistiche

### Statistiche di squadra
| Competizione       | Punti | In casa | In casa | In casa | In casa | In casa | In casa | In trasferta | In trasferta | In trasferta | In trasferta | In trasferta | In trasferta | Totale | Totale | Totale | Totale | Totale | Totale | DR  |
| Competizione       | Punti | G       | V       | N       | P       | Gf      | Gs      | G            | V            | N            | P            | Gf           | Gs           | G      | V      | N      | P      | Gf     | Gs     | DR  |
| ------------------ | ----- | ------- | ------- | ------- | ------- | ------- | ------- | ------------ | ------------ | ------------ | ------------ | ------------ | ------------ | ------ | ------ | ------ | ------ | ------ | ------ | --- |
| Bundesliga         | 29    | 17      | 7       | 7       | 3       | 26      | 15      | 17           | 2            | 4            | 11           | 19           | 40           | 34     | 9      | 11     | 14     | 45     | 55     | -10 |
| Coppa di Germania  | -     | 2       | 2       | 0       | 0       | 8       | 0       | 3            | 1            | 1            | 1            | 3            | 3            | 5      | 3      | 1      | 1      | 11     | 3      | +8  |
| Coppa dei Campioni | -     | 1       | 0       | 1       | 0       | 1       | 1       | 1            | 0            | 0            | 1            | 0            | 4            | 2      | 0      | 1      | 1      | 1      | 5      | -4  |
| Totale             | 29    | 20      | 9       | 8       | 3       | 35      | 16      | 21           | 3            | 5            | 13           | 22           | 47           | 41     | 12     | 13     | 16     | 57     | 63     | -6  |

### Andamento in campionato
| Giornata  | 1  | 2  | 3  | 4  | 5 | 6  | 7  | 8  | 9  | 10 | 11 | 12 | 13 | 14 | 15 | 16 | 17 | 18 | 19 | 20 | 21 | 22 | 23 | 24 | 25 | 26 | 27 | 28 | 29 | 30 | 31 | 32 | 33 | 34 |
| --------- | -- | -- | -- | -- | - | -- | -- | -- | -- | -- | -- | -- | -- | -- | -- | -- | -- | -- | -- | -- | -- | -- | -- | -- | -- | -- | -- | -- | -- | -- | -- | -- | -- | -- |
| Luogo     | C  | T  | C  | T  | C | T  | C  | T  | C  | T  | C  | T  | C  | T  | C  | T  | C  | T  | C  | T  | C  | T  | C  | T  | C  | T  | C  | T  | C  | T  | C  | T  | C  | T  |
| Risultato | P  | P  | V  | N  | V | P  | N  | P  | V  | P  | N  | V  | N  | P  | N  | P  | P  | P  | N  | N  | P  | N  | V  | P  | N  | P  | V  | P  | V  | V  | V  | N  | N  | P  |
| Posizione | 18 | 18 | 11 | 11 | 7 | 11 | 11 | 15 | 11 | 15 | 16 | 11 | 13 | 14 | 15 | 16 | 16 | 18 | 18 | 18 | 18 | 18 | 18 | 18 | 18 | 18 | 18 | 18 | 18 | 18 | 18 | 16 | 16 | 17 |

Legenda:

Luogo: C = Casa; T = Trasferta. Risultato: V = Vittoria; N = Pareggio; P = Sconfitta.

### Statistiche dei giocatori
| Giocatore     | Bundesliga | Bundesliga | Bundesliga  | Bundesliga | Coppa di Germania | Coppa di Germania | Coppa di Germania | Coppa di Germania | Coppa dei Campioni | Coppa dei Campioni | Coppa dei Campioni | Coppa dei Campioni | Totale   | Totale | Totale      | Totale     |
| Giocatore     | Presenze   | Reti       | Ammonizioni | Espulsioni | Presenze          | Reti              | Ammonizioni       | Espulsioni        | Presenze           | Reti               | Ammonizioni        | Espulsioni         | Presenze | Reti   | Ammonizioni | Espulsioni |
| ------------- | ---------- | ---------- | ----------- | ---------- | ----------------- | ----------------- | ----------------- | ----------------- | ------------------ | ------------------ | ------------------ | ------------------ | -------- | ------ | ----------- | ---------- |
| E. Beer       | 25         | 2          | 0           | 0          | 2                 | 0                 | 0                 | 0                 | 1                  | 0                  | 0                  | 0                  | 28       | 2      | 0           | 0          |
| P. Czernotzky | 8          | 0          | 0           | 0          | 3                 | 0                 | 0                 | 0                 | 0                  | 0                  | 0                  | 0                  | 11       | 0      | 0           | 0          |
| J. Hansen     | 21         | 0          | 0           | 0          | 2                 | 1                 | 0                 | 0                 | 2                  | 0                  | 0                  | 0                  | 25       | 1      | 0           | 0          |
| T. Homann     | 0          | 0          | 0           | 0          | 0                 | 0                 | 0                 | 0                 | 0                  | 0                  | 0                  | 0                  | 0        | 0      | 0           | 0          |
| H. Küppers    | 33         | 10         | 0           | 0          | 4                 | 0                 | 0                 | 0                 | 2                  | 0                  | 0                  | 0                  | 39       | 10     | 0           | 0          |
| H. Lehr       | 0          | 0          | 0           | 0          | 1                 | 2                 | 0                 | 0                 | 0                  | 0                  | 0                  | 0                  | 1        | 2      | 0           | 0          |
| H. Leupold    | 27         | 0          | 0           | 1          | 0                 | 0                 | 0                 | 0                 | 1                  | 0                  | 0                  | 0                  | 28       | 0      | 0           | 1          |
| H. Müller     | 28         | 1          | 0           | 0          | 4                 | 0                 | 0                 | 0                 | 2                  | 0                  | 0                  | 0                  | 34       | 1      | 0           | 0          |
| L. Müller     | 29         | 6          | 0           | 0          | 5                 | 3                 | 0                 | 0                 | 1                  | 0                  | 0                  | 0                  | 35       | 9      | 0           | 0          |
| D. Nüssing    | 23         | 5          | 0           | 0          | 5                 | 2                 | 0                 | 0                 | 1                  | 0                  | 0                  | 0                  | 29       | 7      | 0           | 0          |
| F. Popp       | 32         | 0          | 0           | 0          | 3                 | 0                 | 0                 | 0                 | 2                  | 0                  | 0                  | 0                  | 37       | 0      | 0           | 0          |
| W. Pradt      | 0          | 0          | 0           | 0          | 0                 | 0                 | 0                 | 0                 | 0                  | 0                  | 0                  | 0                  | 0        | 0      | 0           | 0          |
| H. Rigotti    | 4          | 0          | 0           | 0          | 2                 | 0                 | 0                 | 0                 | 1                  | 0                  | 0                  | 0                  | 7        | 0      | 0           | 0          |
| J. Rynio      | 25         | 0          | 0           | 0          | 4                 | 0                 | 0                 | 0                 | 2                  | 0                  | 0                  | 0                  | 31       | 0      | 0           | 0          |
| E. Schäffner  | 0          | 0          | 0           | 0          | 0                 | 0                 | 0                 | 0                 | 0                  | 0                  | 0                  | 0                  | 0        | 0      | 0           | 0          |
| H. Strehl     | 20         | 5          | 0           | 0          | 3                 | 0                 | 0                 | 0                 | 1                  | 0                  | 0                  | 0                  | 24       | 5      | 0           | 0          |
| A. Theis      | 7          | 0          | 0           | 0          | 0                 | 0                 | 0                 | 0                 | 0                  | 0                  | 0                  | 0                  | 7        | 0      | 0           | 0          |
| G. Volkert    | 28         | 7          | 0           | 1          | 5                 | 0                 | 0                 | 0                 | 2                  | 1                  | 0                  | 0                  | 35       | 8      | 0           | 1          |
| R. Wabra      | 10         | 0          | 0           | 0          | 1                 | 0                 | 0                 | 0                 | 1                  | 0                  | 0                  | 0                  | 12       | 0      | 0           | 0          |
| F. Wenauer    | 34         | 0          | 0           | 0          | 5                 | 0                 | 0                 | 0                 | 2                  | 0                  | 0                  | 0                  | 41       | 0      | 0           | 0          |
| K. Zaczyk     | 34         | 3          | 0           | 0          | 5                 | 2                 | 0                 | 0                 | 2                  | 0                  | 0                  | 0                  | 41       | 5      | 0           | 0          |
| F. Zimmert    | 1          | 0          | 0           | 0          | 3                 | 0                 | 0                 | 0                 | 0                  | 0                  | 0                  | 0                  | 4        | 0      | 0           | 0          |
| Z. Čebinac    | 22         | 3          | 0           | 0          | 3                 | 1                 | 0                 | 0                 | 1                  | 0                  | 0                  | 0                  | 26       | 4      | 0           | 0          |